# Numea
Numea (fr. Nouméa) – stolica Nowej Kaledonii, terytorium zależnego Francji. Leży na południowym wybrzeżu wyspy Nowa Kaledonia. Zamieszkuje ją 94 285 mieszkańców (2019). Znajduje się tu huta niklu (Doniambo), międzynarodowy port lotniczy i muzeum oraz ogród botaniczny, a także akwarium morskie. Aglomeracja (Grand Nouméa) liczy 182 341 mieszkańców, co stanowi ok. 67% ludności całego terytorium. Podczas II wojny światowej, jedna z najważniejszych amerykańskich baz morskich na Pacyfiku.

## Edukacja
W mieście działa Uniwersytet Nowej Kaledonii, jedyna uczelnia wyższa na wyspie, a także Centrum Kulturalne Jean-Marie Tjibaou.

## Demografia
Liczba ludności Numei wynosi 99 926 (2014). Według ostatniego spisu uwzględniającego pochodzenie mieszkańców (2014), miasto i aglomerację (liczba w nawiasie) zamieszkiwały następujące grupy etniczne:
- Europejczycy – 43,2% (34,3%)
- Kanakowie – 23,8% (23,4%)
- przybysze z wysp Wallis i Futuna – 6,7% (11,5%)
- pochodzenia mieszanego – 7,9% (10,0%)
- inni (w tym „Nowokaledończycy”) – 18,4% (20,5%).

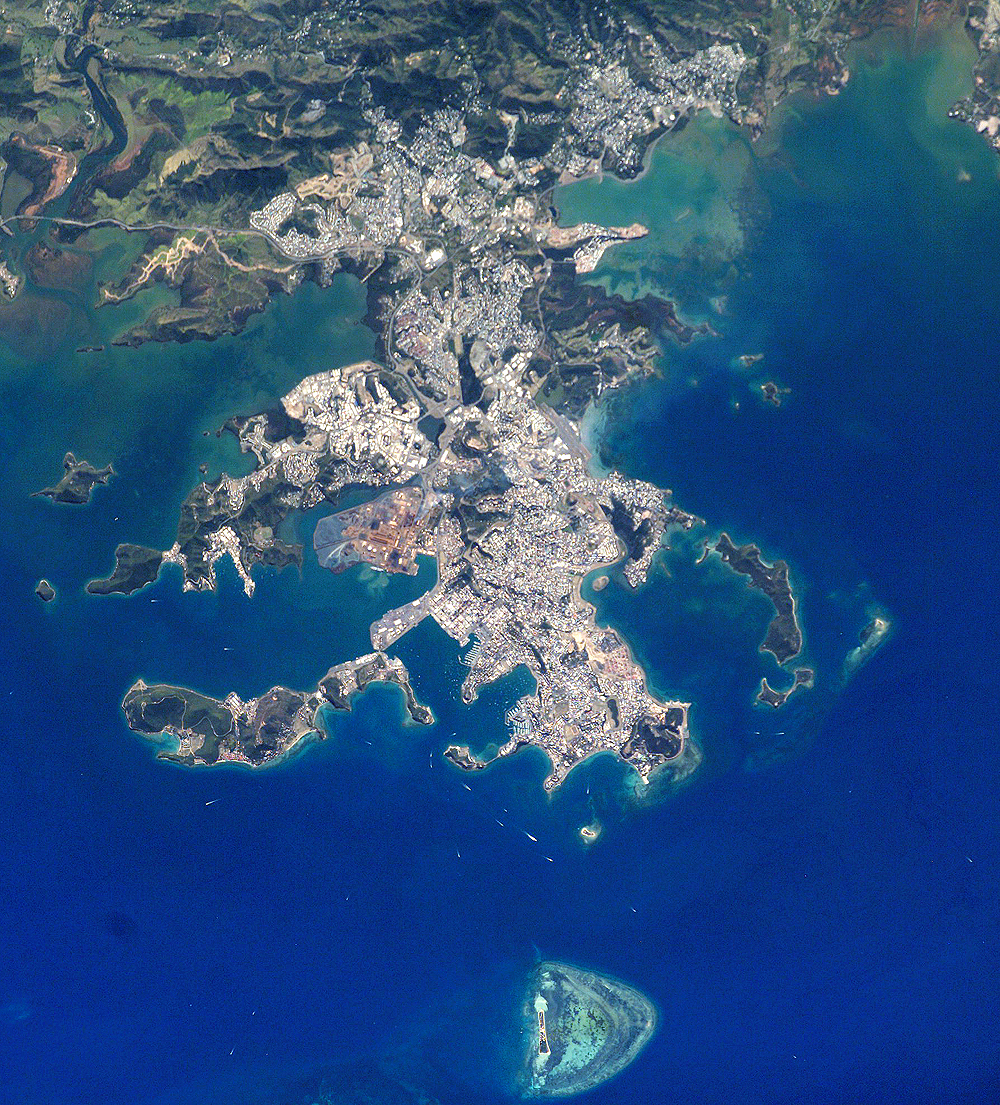
Widok satelitarny miasta
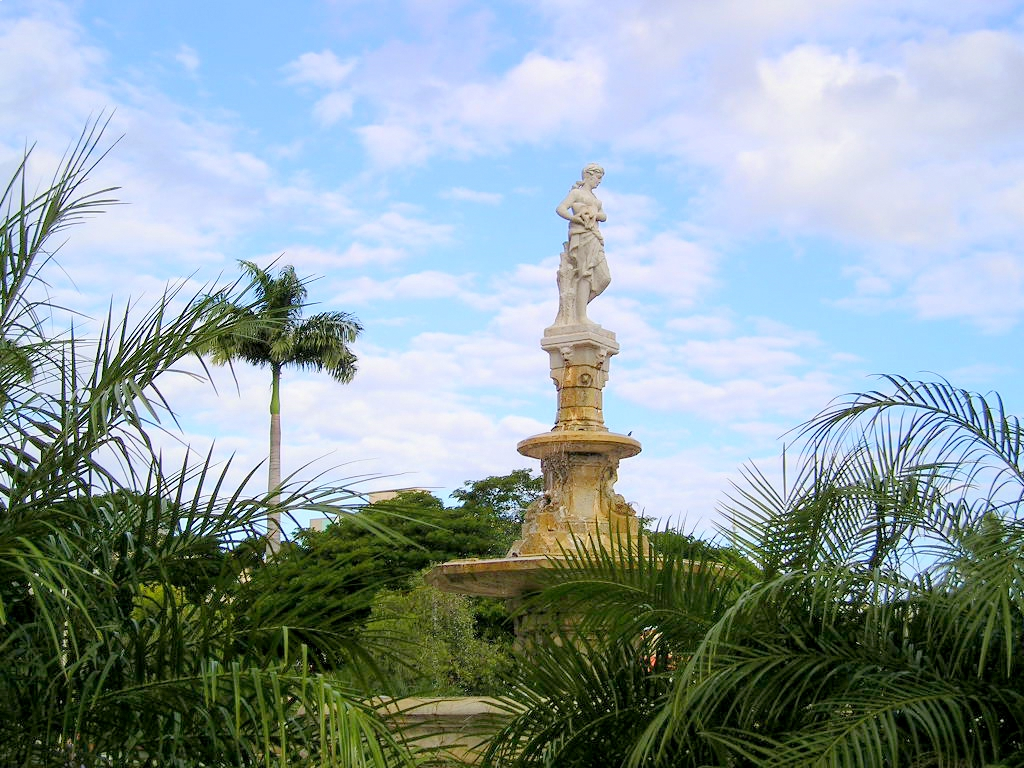
Fontanna na Place des Cocotiers
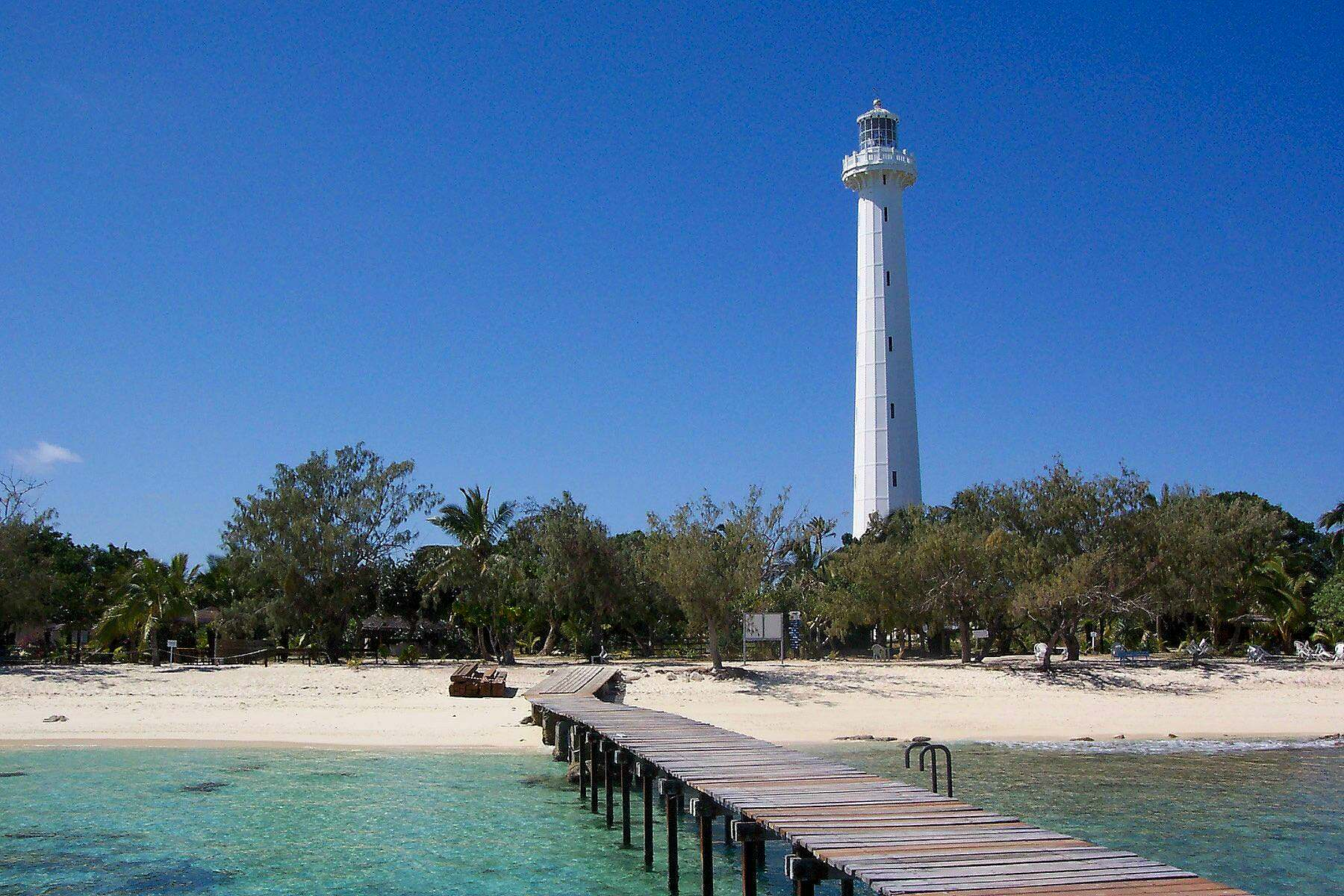
Latarnia morska Amédée w Numei

## Miasta partnerskie
- Gold Coast, Australia
- Nicea, Francja